# 2002年阿菲永地震
2002年阿菲永地震是2002年2月23日上午9點11分（當地時間）發生在土耳其西部阿菲永省的強烈地震，震级为MW 6.5级，震源深度为5公里，最大烈度為VIII（8）度。此次地震造成44人死亡與318人受傷，數百棟房屋倒塌或嚴重受損，另有超過萬棟建築受到中低度損傷。阿菲永省的18個區中有8個區受災嚴重，最嚴重的災區為恰伊，為死傷人數最高者，另外鄰近的科尼亞省阿克謝希爾也有災情傳出。受損的房屋許多為土耳其傳統的Himis式建築，為木製構架與土坯、礫石等填充物組成，抗震能力較差，造成此次地震中大多數的傷亡。